# Jan VI Hinckaert
Jan VI Hinckaert, ook Johan Hinckart en Jean de Hinckart, ridder en heer van Ohain, Kestergat, Wattignies, enz. (ca. 1525 – Antwerpen, 24 januari 1585) was een Brabants edelman, militair en gezant. Hij was postmeester-generaal voor de staatse partij tijdens de Opstand in de Nederlanden.

## Leven
Zijn ouders waren Jan V Hinckaert en Charlotte d'Ailly. Met zijn echtgenote Lucretia Randerode van der Aa had hij vier dochters.
Als jonge officier diende Hinckaert onder de graaf van Egmont in het keizerlijk leger tijdens het desastreuze Beleg van Metz (1552) en in de veldslagen bij Saint-Quentin (1557) en Grevelingen (1558).
In 1566 nam hij deel aan het Eedverbond der Edelen, dat een verzachting van de plakkaten vroeg. Koning Filips II van Spanje weigerde en stuurde het volgende jaar Alva als nieuwe landvoogd. Toen deze kort na aankomst Egmont gevangen zette, reisde Hinckaert op verzoek van diens vrouw, Sabina van Beieren, naar Madrid om haar smeekbrief van 4 oktober 1567 over te brengen. Twintig dagen later was hij ter bestemming, maar de koning liet hem zeggen dat hij niet kon ontvangen worden omdat hij zonder medeweten van Alva was vertrokken.
Terug in de Nederlanden was Hinckaert betrokken bij het plannen van een aanslag op Alva, geleid door zijn verwanten Walter en Gaspar van der Noot. De bedoeling was gebruik te maken van Alva's bezoek aan de Priorij van Groenendaal op Goede Vrijdag, om zich van zijn persoon meester te maken, een aanval op Brussel te ondernemen, en de graven Egmont en Horne te bevrijden. Op Hinckaerts kasteel van Ohain werden in het geheim zeshonderd ruiters en vijfhonderd man voetvolk samengetrokken, maar een trompetter van de heer van Licques gaf het complot aan. Hinckaert en de leiders wisten zich uit de voeten te maken, maar niet hun kompaan Jean de Beausart. Hij werd aan een buitengewone marteling onderworpen.
Als gevolg hiervan belandde Hinckaert op 14 september 1568 op de proscriptielijst en werden zijn bezittingen aangeslagen. Hij vluchtte naar Keulen, waar zijn oudste dochter Catharina trouwde met Charles de Levin, een andere medestander van Willem van Oranje. Requesens kondigde in 1574 een Algemeen Pardon af, maar Hinckaert weigerde er gebruik van te maken om terug te keren, omdat hij nog schulden te honoreren had. Toen zijn vrienden dat vernamen, stuurden ze hem een forse som.
Toch duurde het nog tot 1577 voor Hinckaert terug in de Nederlanden was. In de Gentse Republiek hield hij voor Oranje een oogje op de geradicaliseerde Jan van Hembyze. Op 2 januari 1578 droeg aartshertog Matthias hem voor aan de Staten-Generaal als postmeester-generaal, ter vervanging van de koningsgetrouwe Leonard van Tassis. Keizer Rudolf II, de broer van de nieuwe landvoogd, liet niet toe dat de Augsburgse postmeester Seraphin II van Tassis samenwerkte met Hinckaert. Hij liet Menzinger vanuit Keulen een alternatieve verbinding met Antwerpen opzetten, maar aartshertog Matthias bevestigde Hinckaert op 23 mei 1578 in zijn ambt en de postmeester sloot op 17 juni te Antwerpen een overeenkomst met Joseph di Calepio om de route naar Augsburg te herstellen.
Tussen deze bedrijven door hielp Hinckaert Aarschot en zijn schoonzoon Charles de Levin met het organiseren van de verdediging van de Brusselse republiek. In 1580 maakte hij namens Brabant deel uit van de delegatie die onder Marnix van Sint-Aldegonde het Verdrag van Plessis-lès-Tours ging onderhandelen om de hertog Frans van Anjou soeverein vorst van de Nederlanden te maken. Hij reisde naar Engeland om de overkomst van Anjou te bespoedigen.
Toen opperjachtmeester van Brabant Jan van Wittem in 1581 de kant van de koning koos, werd Hinckaert met dit ambt bekleed. Na de komst van Alexander Farnese werd de situatie voor de opstandelingen steeds benarder. Begin 1585 behoorde Hinckaert tot de gezanten die de Franse koning Hendrik III de kroon gingen aanbieden, maar het antwoord was negatief. Kort erna stierf Hinckaert in het belegerde Antwerpen.

## In de letteren
Thomas Pynchon gebruikte de figuur van Hinckaert in zijn roman The Crying of Lot 49 (1966), waarin de auteur hem een fictieve neef gaf, Hernando Joaquin de Tristero y Calavera, die met geweld het postmeesterschap opeiste.

## Voetnoten
1. ↑  Mémoires anonymes sur les troubles des Pays-Bas, 1565-1580, eds. Jean Blaes en Alexandre Henne, vol. I, 1859, p. 68-69. Gearchiveerd op 14 augustus 2023.
2. ↑  Engelbert Goller, Jakob Henot (1625). Postmeister von Cöln, 1910, p. 28